# Angela Losada García
Angela Losada García ( Sobrado, 1927-Sobrado, 28 de febrero de 2020) fue una joven activista de la resistencia en la comarca del Bierzo, víctima de la Represión franquista.

## Biografía
Nacida en el pueblo de Sobrado (Provincia de León) era hija de José Losada Granja y Alpidia García Moral y tenía tres hermanos, Abelardo, Diego y Víctor y una hermana que murió de pequeña. En las Elecciones Generales Españolas de 1936 todo el pueblo, menos 2 vecinos, votaron el Frente Popular de Izquierdas. A raíz del Golpe de Estado del 18 de julio de ese mismo año, los sublevados entraron en el pueblo, quemaron las casas y masacraron a todos los hombres que encontraron, fueran o no del lugar. José Losada Granja y su hermano Serafín pudieron huir pero, en octubre de 1936, fueron capturados y asesinados por un grupo de falangistas en Portela de Aguiar.

## Activismo
En 1939, con la derrota del bando Republicano, España quedó bajo la Dictadura del General Franco y se inició una cruenta represión de los vencidos.
Muchos de los que sobrevivieron se refugiaron en las montañas del Bierzo y en la comarca de la Cabrera, una zona boscosa de difícil acceso. Allí se organizó la primera agrupación armada, llamada Federación de Guerrillas de León-Galicia. Los maquis contaron con un importante número de enlaces y colaboradores entre la población civil. La casa de Alpidia García, conocida como Maruxa, sirvió de refugio y Angela Losada, a pesar de ser todavía una niña, colaboró en el avituallamiento y en pequeños encargos. Las redadas de la guardia civil fueron muy frecuentes, sobre todo en las casas de las viudas republicanas, que eran consideradas «mujeres de antecedentes sospechosos».
La noche del 29 al 30 de octubre de 1943, había 7 guerrilleros escondidos en casa de su madre. Angela Losada, que entonces tenía 16 años, les advirtió de que se avecinaba un contingente de guardias civiles comandados por Agustín Nuñumer y ella misma fue a abrir, pero nada más entrar, se inició un tiroteo en el que resultaron muertos el sargento Argentino Heredero y el número Máximo Nogal Mata, heridos un teniente, un guardia y dos vecinos que fueron confundidos con los maquis. También la vecina Dorinda Ríos García, que estaba retenida, falleció durante los sucesos. Los guerrilleros consiguieron huir y Alpidia García se marchó con ellos. Angela Losada había podido refugiarse en otra casa y al día siguiente se entregó a la Comandancia de la guardia civil, que de momento la dejó en libertad por ser menor de edad, pero cuando cumplió la edad penal, fue juzgada y condenada a doce años de cárcel, posteriormente se redujeron a ocho, de los cuales cumplió seis en la cárcel de mujeres de Amorebieta y en la cárcel de Segovia, donde coincidió con Mercedes Gómez Otero y otras presas políticas que protagonizaron la huelga de hambre de enero de 1949.
La madre, Alpidia García Moral, que se había unido al grupo guerrillero de Silverio Yebra Granja, junto con su nuevo compañero Victorino Nieto Rodríguez, resistió a las montañas hasta que el 17 de marzo de 1949, emboscada, fue capturada con vida y fusilada por la guardia civil, como escarmiento, delante de los vecinos del pueblo de Villasinde.
Angela Losada García, al salir de prisión, sobrevivió como pudo, se casó con Eulogio Lindoso Arias y tuvo dos hijos, José y Julio César Lindoso. Dio testimonio de los hechos y murió en Sobrado a los 93 años.